# 35 Hudson Yards
Le 35 Hudson Yards est un gratte-ciel de New York aux États-Unis dans le quartier rénové Hudson Yards où il voisine d'autres tours construites dans les années 2010-2020. Il est d'une hauteur proche de 307 mètres.

## Historique
Le projet est présenté au public pour la première fois à l'été 2011. La tour fait partie du projet de réaménagement de Hudson Yards et est située à l'angle de la 11e avenue et de la 33e rue Ouest. En décembre 2013, le design du bâtiment passe d'une forme cylindrique à une forme rectangulaire.
Une demande de permis de construire est déposée en janvier 2015 et la construction du 35 Hudson Yards débute la même année. En juillet 2016, le projet reçoit un financement de 1,2 milliard de dollars pour la construction de la part de la société britannique spécialisée dans la gestion de fonds The Children's Investment Fund Management. Le toit du 35 Hudson Yards est posé en juin 2018.
La construction s'achève début 2019. Le bâtiment ouvre ses portes le 15 mars 2019,. L'hôtel ouvre quelques mois plus tard, en juin. Bloomberg rapporte en août 2022 que le propriétaire, Related, envisageait de vendre ce dernier.

## Caractéristiques
Le bâtiment est conçu par David Childs, du cabinet d'architectes Skidmore, Owings & Merrill, qui fournit également des services d'ingénierie structurelle. La société de d'ingénieurs-conseils Jaros, Baum & Bolles est l'ingénieur MEP (Mécanique, Électrique et de Plomberie), Langan l'ingénieur géotechnique et Tishman Construction, filiale d'AECOM, le maître d'œuvre.
Initialement présentée comme une tour de 270 mètres avec des reculs à différents intervalles, le bâtiment est redessiné début décembre 2013 pour présenter un "tube" cylindrique. La nouvelle conception amène la hauteur de la tour à environ 308 mètres ,.
La tour est conçue comme résidentielle et hôtelière: le 35 Hudson Yards comprend 11 étages dédiés à l'hôtellerie ainsi qu'un hall d'entrée, une salle de bal et un spa. Une place est située au pied de la tour, qui contient également des bureaux médicaux.
Le hall contient Flowers, une tapisserie de l'artiste suédoise Helena Hernmarck (en). L'hôtel, géré par Equinox, compte 212 chambres (dont 48 suites) réparties sur les niveaux 24 à 38. Les étages 53 à 65 contiennent 143 appartements. Les équipements du bâtiment comprennent une salle de sport, un studio de yoga, une salle de méditation, un salon et un simulateur de golf. En août 2019, un nouveau restaurant, Electric Lemon, ouvre ses portes au 24e étage.